# Phrynomantis newtoni
Phrynomantis newtoni — вид жаб родини карликових райок (Microhylidae). Описаний у 2021 році.

## Поширення
Ендемік Анголи. Виявлений у селищі Чінго в провінції Південна Кванза на півдні країни.